# Brusks härad
Brusks härad (danska: Brusk Herred) var ett härad i dåvarande Vejle amt i västra Danmark. Häradet var 177 kvadratkilometer stort och omfattande bland annat staden Kolding.